# Raimond Aumann
Pour les articles homonymes, voir Aumann.
Raimond Aumann est un footballeur allemand né le 12 octobre 1963 à Augsbourg-Oberhausen. Il évoluait au poste de gardien de but. Il est désormais Directeur des relations FANCLUB du FC Bayern de Munich AG.

## Carrière
- 1982-1994 : Bayern Munich
- 1994-1995 : Beşiktaş[1]

## Palmarès
- 4 sélections et 0 but avec l'équipe d'Allemagne entre 1989 et 1990
- Vainqueur de la Coupe du monde : 1990
- Champion d'Allemagne : 1985, 1986, 1987, 1989, 1990 et 1994
- Vainqueur de la Coupe d'Allemagne : 1984 et 1986 et finaliste en 1985
- Vainqueur de la Supercoupe d'Allemagne : 1987
- Finaliste de la Ligue des champions : 1987
- Champion de Turquie en 1995